# Castelo Carnegie
O Castelo Carnegie foi um castelo localizado em Angus, na Escócia. Os Carnegies possuíram a propriedade entre o século XV e XVIII. O local do castelo é actualmente uma fazenda. Nenhum resto dele acima do solo encontra-se visível.